# Diphallia

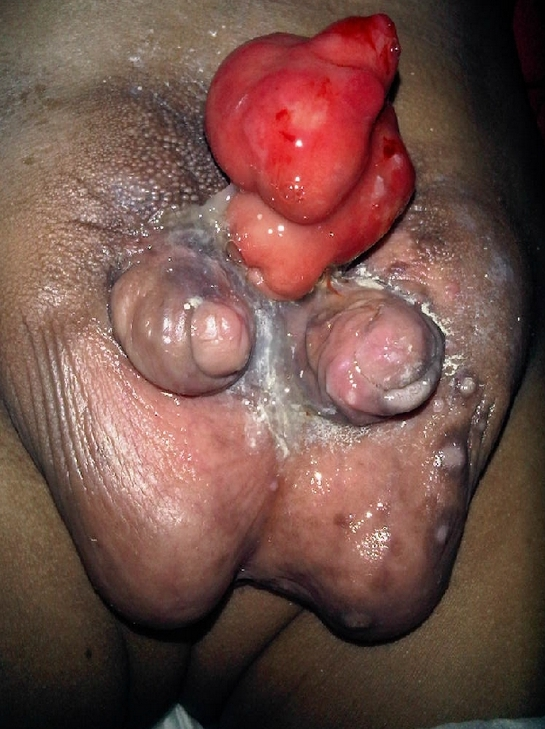
Diphallia bij een 12-jarige

Diphallus of peniele duplicatie is een zeldzame afwijking, waarbij een man met twee penissen geboren wordt. Het fenomeen is in 1609 voor het eerst geconstateerd door Johannes Jacob Wecker; tot op heden zijn er in de medische literatuur circa honderd gevallen bekend.
Wanneer er bij een mens sprake is van peniele duplicatie, dan heeft die persoon vaak ook andere aangeboren afwijkingen zoals aan de nieren of wervels. Ook een open rug komt bij dergelijke personen relatief vaak voor.